# Kabinett Röder III
Als Kabinett Röder III bezeichnet man die saarländische Landesregierung unter Ministerpräsident Franz-Josef Röder (CDU) vom 19. Juli 1965 bis zum 13. Juli 1970.
Nach den Landtagswahlen vom 27. Juni 1965 konnte die Koalition aus CDU und FDP/DPS ihre absolute Mehrheit verteidigen. Franz-Josef Röder wurde daher vom Landtag des Saarlandes in dessen fünfter Legislaturperiode als Ministerpräsident wiedergewählt. Seinem Kabinett gehörten an:
| Amt                                                                                          | Name                                                              | Partei | Partei  |
| -------------------------------------------------------------------------------------------- | ----------------------------------------------------------------- | ------ | ------- |
| Ministerpräsident                                                                            | Franz-Josef Röder                                                 |        | CDU     |
| Minister des Inneren                                                                         | Ludwig Schnur                                                     |        | CDU     |
| Minister der Justiz                                                                          | Julius von Lautz (bis 30. Juni 1968)                              |        | CDU     |
| Minister der Justiz                                                                          | Alois Becker (ab 1. Juli 1968)                                    |        | CDU     |
| Minister für Finanzen und Forsten                                                            | Reinhard Koch (bis 22. Juni 1967)                                 |        | FDP/DPS |
| Minister für Finanzen und Forsten                                                            | Helmut Bulle (ab 22. Juni 1967)                                   |        | CDU     |
| Minister für Kultus, Unterricht und Volksbildung                                             | Werner Scherer                                                    |        | CDU     |
| Minister für Arbeit und Sozialwesen                                                          | Paul Simonis                                                      |        | FDP/DPS |
| Minister für Wirtschaft, Verkehr und Landwirtschaft                                          | Eugen Huthmacher († 29. Mai 1967)                                 |        | CDU     |
| Minister für Wirtschaft, Verkehr und Landwirtschaft                                          | Helmut Bulle (m. d. W. d. G. b., 13. Juni 1967 bis 22. Juni 1967) |        | CDU     |
| Minister für Wirtschaft, Verkehr und Landwirtschaft                                          | Reinhard Koch (ab 22. Juni 1967)                                  |        | FDP/DPS |
| Minister für öffentliche Arbeiten und Wohnungsbau (Ministerium aufgelöst am 31. Januar 1968) | Helmut Bulle                                                      |        | CDU     |